# Saint-y-brid
Saint-y-brid (en anglès, St. Brides Major) és una vila situada al county borough de Bro Morgannwg, a Gal·les. Actualment, forma part de la comunitat del mateix nom, que també inclou Aberogwr i Southerndown, i té una població de 2.009 habitants.
A la vila hi ha l'església de Santa Brígida, els pubs Fox & Hounds i The Farmer's Arms, i l'Escola d'Educació Primària Pitcot Pool & St. Brides.
Saint-y-brid és aproximadament a 1,5 milles de l'Heritage Coast de Bro Morgannwg. Està comunicada per autobús amb les ciutats veïnes de Llanilltud Fawr i Bridgend.